# Massimo Bontempelli
Massimo Bontempelli (Como, 1878. május 12. — Róma, 1960. július 21.) olasz költő, író, esszéista, műfordító.

## Pályafutása
Az első világháborúban fronttisztként harcolt. Klasszikus tanulmányokat folytatott, a latin és görög nyelv tanára lett, évekig működött a tanári katedrán. 1930-tól az olasz királyi akadémia tagja volt. Belépett a fasiszta pártba, azonban 1939-ben, amikor a származása miatt Arnaldo Momigliano irodalomtudóst megfosztották katedrájától és azt felajánlották neki, Bontempelli ezt nem fogadta el, mire kizárták a pártból, felfüggesztették akadémiai tagságát és áttelepítették Velencébe. 1948-ban szenátorrá választották, azonban mandátumát csak 1950 februárjáig töltötte be, mivel a jobboldali többség azt érvénytelenítette. Élettársával, Paola Masino írónővel 1950-ben költözött Rómába. Utolsó évtizedét itt töltötte betegen és munkaképtelenül. Korábban többször járt Budapesten is. Szülővárosában emlékmúzeumot alapítottak a tiszteletére. 
Irodalmi munkásságát klasszikus ódákkal kezdte, novella- és regényírással folytatta és később az olasz irodalom egyik legmerészebb és legegyénibb alakjává vált. Humora keserűen egyéni, fantáziája egészen szertelen, stílusa kemény és monumentális. A Novecento c. folyóirat alapítója és szerkesztője volt. 

## Főbb művei
- La vita intensa ('Az intenzív élet', novellák, 1920)
- La vita operosa ('A tevékeny élet', novellák, 1921)
- Eva ultima ('Utolsó Éva', kisregény, 1923)
- La donna dei miei sogni ('Álmaim asszonya', regény, 1925)
- Nostra Dea (történelmi vígjáték, az író kísérőzenéjével, 1925: Fáy E. B., Istennőnk, Nemzeti Színház Kamaraszínháza, 1933)
- Il figlio di due madri ('Két anya fia', regény, 1929)
- Vita e morte di Adria e de' suoi figli (regény, 1930)
  - Világszép asszony Adria; ford. Révay József; Franklin, Budapest, 1933 (Külföldi regényírók)
- La famiglia dei fabbro (regény, 1932)
  - Az ezüst kakas / "522"; ford. Révay József; Franklin, Budapest, 1940 (Külföldi regényírók)
- 522 (regény, 1932: Révay J., ua., 1940)
- Burosangue ('Telivér', 1933)
- Gente nel tempo (regény, 1937)
  - Halálos élet; ford. Rónai Mihály András; Athenaeum, Budapest, 1938 (Athenaeum regénytár)
- L'avventura novecentista (A novecentista kaland, esszé, 1938)
- Giro dei Sole (három kisregény, 1941)
- A nap útján; ford. Kolozsvári Grandpierre Emil; Franklin, Budapest, 1943 (Külföldi regényírók)
- ?
  - Kaland a panzióban; vál., szerk. Székely Éva, utószó Kiss Irén, ford. Óvári Katalin et al.; Kozmosz Könyvek, Budapest, 1983 (Kozmosz fantasztikus könyve)

### Gyűjteményes kiadások
- Teatro ('Színművei', 1947)
- Bacconti ('Elbeszélő művei', 1947—1956)